# Scolopendra gigantea
Scolopendra gigantea, conhecida como Centopeia gigante peruana de perna amarela e Centopeia gigante amazônica, é uma das maiores centopeias do gênero Scolopendra, com comprimento de até 30 cm.  Essa espécie é encontrada em vários lugares da América do Sul e do Caribe, onde caça uma grande variedade de animais, incluindo outros artrópodes, anfíbios, mamíferos e répteis consideráveis. [carece de fontes?]

## Distribuição e habitat
É encontrado naturalmente no norte da América do Sul. Os países dos quais amostras de museus verificadas foram coletadas incluem Aruba, Brasil, Curaçao, Colômbia, Venezuela (incluindo a Ilha Margarita) e Trinidad. Registros de Ilhas Virgens Americanas, Haiti, República Dominicana, México, Porto Rico e Honduras são considerados introduções acidentais ou erros de rotulagem.[carece de fontes?]

## Comportamento e dieta
É um carnívoro que se alimenta de qualquer outro animal que possa dominar e matar. É capaz de dominar não apenas outros invertebrados, como grandes insetos, aranhas, centopeias, escorpiões e até tarântulas, mas também pequenos vertebrados, incluindo pequenos lagartos, sapos (até 95 mm de comprimento), cobras (até 25 cm de comprimento), pássaros, ratos e morcegos do tamanho de um pardal. Sabe-se que grandes indivíduos de S. gigantea empregam estratégias únicas para capturar morcegos nos quais escalam os tetos das cavernas e seguram ou manipulam suas presas mais pesadas com apenas algumas pernas presas ao teto.[carece de fontes?]

### Veneno
Pelo menos uma morte humana foi atribuída ao seu veneno: Em 2014, uma criança de quatro anos na Venezuela morreu após ser mordida por uma centopeia gigante que estava escondida dentro de uma lata de refrigerante aberta. Pesquisadores da Universidade de Oriente mais tarde confirmaram que o espécime era S. gigantea.